# Verliebt in Prinz und Teufel?
Verliebt in Prinz und Teufel? (jap. 黒崎くんの言いなりになんてならない, Kurosaki-kun no Iinari ni Nante Naranai) ist eine Manga-Serie von Makino, die seit 2014 in Japan erscheint. Die romantische Komödie wurde 2015 als Dorama-Fernsehserie adaptiert sowie später auch als Film. International wurde sie auch als Defying Kurosaki-kun bekannt und erscheint seit 2018 auf Deutsch.

## Inhalt
Als sie auf eine neue Oberschule kommt, nimmt sich Yu Akabane vor, sich zu verlieben. Und ihr Ziel hat sie schnell in dem gutaussehenden, aber noch nicht vergebenen, Takumi Shirakawa gefunden. Er wird von allen der „weiße Prinz“ genannt, ist aber meist in Gesellschaft von Haruto Kurosaki, der -mit seinen unordentlich langen schwarzen Haaren und berüchtigt als Schläger- von Yu „schwarzer Teufel“ getauft wird. Ihre Versuche sich Shirakawa zu nähern werden immer wieder von Kuro gestört. Als Yus Vater dann die Firma wechselt, muss sie in das Wohnheim der Schule ziehen, das von Kuro und Shirakawa verwaltet wird. So sieht sie beide Jungs nun häufiger. Bei dem Versuch, ihnen mit einem Kaugummi in Kuros Haaren zu helfen, schneidet sie ihm Haar ab. Daraufhin lässt sich Kuro die Haare kurz schneiden – und überraschend küsst er zur Strafe Yu.
Während Shirakawa wenig Interesse an Yu zeigt, lässt Kuro immer offener seine Zuneigung erkennen. Die gute Beziehung zu beiden Jungen bringt Yu auch den Neid ihrer Mitschülerinnen ein, denn mit dem kurzen Haarschnitt ist Kuro nun ebenso beliebt wie Shirakawa. Sie jedoch findet sich zwischen den beiden Freunden und weiß nicht weiter.

## Veröffentlichung
Die Mangaserie erschien von 2014 bis 2021 im Shōjo-Magazin Bessatsu Friend. Der Verlag Kodansha brachte die Kapitel auch in 19 Sammelbänden heraus. Diese verkauften sich je über 80.000 mal.
Eine deutsche Übersetzung wurde bei Tokyopop veröffentlicht. Die Übersetzung von Katharina Schmölders erschien vollständig von März 2018 bis September 2022. Kodansha Comics veröffentlicht die Serie auf Englisch.

## Verfilmungen
Im Jahr 2015 wurde ein zweiteiliges Drama für das japanische Fernsehen produziert. Bei der Serie führte Hayato Kawai Regie und das Drehbuch schrieb Yūko Matsuda. Die beiden Teile wurden am 22. und 23. Dezember bei Nippon TV gezeigt.
Am 27. Februar 2016 kam schließlich eine Umsetzung des Mangas als Film in die japanischen Kinos. Bei der Produktion führte Shō Tsukikawa und das Drehbuch schrieb erneut Yūko Matsuda. Auch die Schauspieler waren die gleichen wie in der Fernsehproduktion.